# Алкідні смоли
Алкі́дні смо́ли — продукти реакції деяких карбонових кислот з багатоатомними спиртами.
Алкідні смоли є основою емалевих фарб і ґрунтовок, розчини алкідних смол в органічних розчинниках — алкідні лаки, що застосовуються для захисту дерева і металу.